# Cape-Melville-Nationalpark
Der Cape-Melville-Nationalpark (englisch Cape Melville National Park) ist ein Nationalpark im Nordosten des australischen Bundesstaates Queensland.

## Lage
Das Naturschutzgebiet liegt 1711 Kilometer nordwestlich von Brisbane und 120 Kilometer nordwestlich von Cooktown an der Ostküste der Kap-York-Halbinsel.
In der Nachbarschaft liegen vor der Küste die Nationalparks Flinders Group und Howick Group, auf dem Festland Jack River und Starcke.

## Geländeformen
Charakteristisch für den Nationalpark sind die Granitblöcke der Melville Range und die Sandsteinfelsen der Altanmoui Range.

## Flora
Im Park finden sich Regen- und Mangrovenwälder, lichter Wald und Grasland. Da der Park sehr entlegen ist, konnten sich viele endemische Pflanzen dort entwickeln, wie zum Beispiel die Fuchsschwanzpalme (Wodyetia bifurcata).

## Geschichte
Auf dem Gebiet des Parks lebt der Aboriginesstamm der Othawa. Ihre lange Tradition lässt sich an Felszeichnungen, Hügelgräbern und Køkkenmøddinger ablesen.
Bei einer Expedition entdeckten 2013 Forscher drei bisher unbekannte Tierarten; einen Blattschwanzgecko (Saltuarius eximius), einen goldfarbenen Skink (Saproscincus saltus), sowie einen Frosch (Cophixalus petrophilus).

## Zufahrt und Einrichtungen
Der Park ist ausschließlich über unbefestigte Straßen erreichbar. Entlang der Küste führt eine 180 Kilometer lange Straße von Cooktown zur Wakooka Station im Süden des Parks. Von dort aus führt eine 35 Kilometer lange Piste weiter zum Zeltplatz an der Bathurst Bay an der Nordküste. Von Kalpowar Crossing im Lakefield-Nationalpark ist die Wakooka Station über eine 70 Kilometer lange Piste erreichbar. Die unbefestigten Straßen können nur mit allradgetriebenen Fahrzeugen mit erhöhter Bodenfreiheit befahren werden. Als Reisezeit bietet sich die Trockenzeit von August bis November an. In der Regenzeit können die Straßen unpassierbar sein.
Zelten im Park ist an der Küste gestattet, aber es gibt hierfür keine besonderen Einrichtungen auf den Zeltplätzen. Beliebt sind Wanderungen am Strand entlang.